# Milorg
Milorg (militær organisation) var navnet på en hemmelig militær organisation og modstandsbevægelse i Norge under 2. verdenskrig. Formålet med Milorg var at forberede mulighederne for en befrielse af Norge fra tysk besættelse, samt at støtte en eventuel allieret invasion. Milorg drev også et omfattende efterretningsapparat og støttede allierede operationer i landet, samtidig som organisationen gennem krigen var aktiv med egne sabotageoperationer. Milorg blev opløst mod slutningen af 1945.

## Oprettelse
Efter det militære nederlag i 1940 havde mange soldater og officerer gemt deres våben og vedligeholdt kontakten med hinanden ved hjælp af mindre enheder. Andre grupper blev dannet med udgangspunkt i blandt andet sportsklubber. Som tiden gik begyndte disse grupper at samarbejde lokalt og allerede i efteråret 1940 begyndte arbejdet med at opbygge en landsomfattende organisation.
Organisationen opstod i efteråret 1940 under navnet ”Organisasjonen”, også kaldt ”R-gruppen”, og blev senere organiseret som de fem ”kamporganisationer” i foråret 1941. Der var uklarheder om kommandolinjene fra allieret hold, og efter en afklaring i spørgsmål om sabotage, bevæbning og lignende, og ikke mindst om status i det såkaldte ”trekantforhold” mellem Milorg, regeringen og britiske SOE, sendte regeringen Nygaardsvold et telegram den 20. november 1941 til Rådet: ”Regeringen anerkender militærorganisationen i Norge og dens styre repræsenteret ved Rådet...”. Milorg var dermed en del af det norske forsvar og var at anse som del af Hjemmefronten, som senere blev til Hjemmestyrkene (HS).
Den første gruppe, som prøvede at samle modstandsarbejdet, fik problemer på grund af arrestationer, ud fra denne gruppes arbejde fortsatte major Olaf Helset sammen med bl.a. professor Johan Holst, kaptajn Jakob Schive og oberstløjtnant Ole Berg arbejdet med at danne en fast centralledelse i Oslo – Den sentrale ledelse (SL). Olaf Helset blev arresteret i februar 1941
Knut Møyen organiserede modstandsarbejdet blandt studenter ved Universitetet i Oslo. Han genopbyggede og organiserede modstandsgrupperne på Østlandet. Han blev chef for Milorg og etablerede kontakt med regeringen i London og norske agenter i Storbritannien. Sommeren 1942 blev Milorg i Drammen sporet af Gestapo. Knut Møyen og sin ”ordonnans”, Erling Lorentzen var tæt på en arrestation, men det lykkedes for Møyen at flygte til Sverige og derfra videre til London. Da han gik i dækning var der omkring 20.000 mand i Milorg. Hans ”skygge” og stedfortræder Jens Christian Hauge overtog som leder af organisationen.

## Rådet
Milorgs øverste organ blev kaldt ”Rådet” og havde fire medlemmer. Der var blevet foretaget flere udskiftninger blandt disse, eftersom medlemmer blev arresteret eller måtte forlade landet. Sommeren 1942 blev juristen Jens Chr. Hauge medlem og han blev den centrale skikkelse i organisationens ledelse, og holdt det gående frem til befrielsen. I november 1944 blev Hjemmefronten samlet under en fælles ledelse.
Rådet meldte sig til tjeneste i et brev til Kong Haakon den 10. juni 1941, og det var tydeligt at de ikke var særlig imponeret over London-regeringens indsats:
”Hensigten med vor organisation er, at stille et magtapparat til rådighed for et indenlandsk styre, hemmeligt eller officielt, som er godkendt af kongen og som handler under direkte ansvar overfor kongen. Dette indenlandske styre skal afgøre om og når magtapparatet skal træde i funktion. Det er af væsentlig betydning for os at få godkendt dette grundsyn”
Det er uklart, om kongen fik dette brev, men svaret kom fra briterne i form af et direktiv, hvor det stod klart at det ikke er aktuelt at anerkende andre end den ”grundlovsmæssige norske regering”. Forholdet mellem London og Oslo blev med tiden dårligere. Regeringen godkendte ”Rådet” som leder for militærorganisationen den 20. november 1941, da følgende blev vedtaget i Forsvarsrådet:
”Regeringen anerkender Milorg i Norge og dets lederskab. Milorg skal stå direkte under den øverstkommanderende for den norske hær i Storbritannien. Alle, som deltager i kampen for frihed i Norge, bliver opfordret til at indordne sig under Milorg, og de skal betragtes som stående under militær kommando. Denne sag har vært forelagt for Hans Majestet Kongen, som er enig med regeringen.”
Milorg blev lagt under Forsvarets Overkommando som egen afdeling – FO 4, men direkte underlagt hærens øverstkommanderende. Denne afdeling blev senere delt i to. En afdeling skulle tage sig af Milorg, den anden skulle tage sig af sabotageaktioner (Kompani Linge), og træne instruktører.

## SOE og Milorg
Briterne havde en hemmelig organisation, SOE, som drev operationer i besatte lande. De havde startet sit arbejde i Norge i 1940. De var længe skeptiske, når det gjaldt Milorg, delvis fordi briterne ønskede små selvstændige grupper, styret direkte fra Storbritannien, men også fordi en centralstyret organisation, ledet fra et besat land, var sårbar for blandt andet infiltration.
Militærorganisationen i Norge var imidlertid et faktum og kunne ikke afvikles eller splittes op uden videre. I den såkaldte ”Stockholmsprotokollen” fra maj 1943 blev det afklaret at ”Den centrale ledelse” skulle stå for det organisationsmæssige og administrative arbejde med organisationen, men Forsvarets Overkommando skulle have kommandomyndigheden. Der blev også lavet et eget Milorg-kontor i Stockholm, underlagt militærinspektøren der.
Hjemmestyrkerne havde længe et anstrengt forhold til SOE fordi briterne ønskede at binde store tyske styrker i Norge for at lette presset på kontinentet. For at opnå dette, organiserede SOE kommandoraid, som medførte forholdsvis store civile skader og repressalier i Norge uden at samordne sig med Hjemmefronten. Forholdet mellem Milorg og SOE blev afklaret ved forhandlinger i Köpmannebro ved Vänern i Sverige 7.-9. maj 1943.

## Opgaver
Milorgs styrker var irregulære styrker, som skulle operere bag fjendens linjer, noget som i udgangspunktet ikke var tilladt ifølge folkeretten, blandt andet fordi det medførte stor fare for repressalier mod lokalbefolkningen. Mod slutningen af krigen tog den tyske overkommando i Norge spørgsmålet op med Oberkommando der Wehrmacht (OKW), som først svarede at medlemmer af den norske modstandsbevægelse skulle behandles som stridende, hvis de optrådte i samlede enheder, og bar armbind eller andre tydelige kendetegn. Den tyske politimyndighed i Norge protesterede mod denne tolkning, og OKW bestemte, at medlemmer af modstandsbevægelsen skulle anerkendes som stridende, når de optrådte i enheder på en trop eller mere, og i den hensigt at kæmpe.

## Befrielsen
Ved krigens afslutning trådte Milorgs tropper gradvis frem fra 7. til 9.maj 1945. De måtte ikke foretage sig noget overfor de tyske tropper, som efter aftale med de allierede samledes i lejre og afvæbnede sig selv. Milorg skulle sammen med polititropperne, der ankom fra Sverige, og afdelinger fra Storbritannien, fungere som vagtstyrker, sikre ro og orden, samt arrestere landsforrædere. Den kommunistiske modstandsbevægelse og den samlede modstandsbevægelse så med mistro på Milorgs ledelse, som de mistænkte for at have ambitioner i fredstid og planer om et (militær)-diktatur. For at fjerne sådanne mistanker, lagde Milorgs ledelse vægt på at holde en lav profil det sidste krigsår, og understrege sin underordning under Forsvarets Overkommando. Milorg skiftede også navn til Hjemmestyrkerne. Jens Chr. Hauge gik i fredstid hurtigt over i en civil stilling, og Milorg-ledelsen blev opløst, mens Milorg-jægerne blev frarådet at danne veteranklubber, og i stedet indgå i det nystiftede Heimevernet (= Hjemmeværnet).

## Milorgdistrikter
Norge var delt op i følgende Milorgdistrikter:
- D-11- Østfold fylke + følgende kommuner i Akershus: Vestby, Kråkstad, Ås, Frogn, Nesodden, Oppegård, Ski, Enebakk, Setskog og Søndre Hølland
- D-12 – Følgende kommuner i Akershus: Aurskog, Blaker, Nordre Hølland, Fet, Rælingen, Sørum, Skedsmo, Østlige del af Lørenskog med Lillestrøm, Nittedal, Gjerdrum, Ullensaker, Nes, Eidsvoll, Nannestad, Hurdal, Feiring + følgende kommuner i Hedmark: Våler, Åsnes, Hof, Brandval, Grue, Vinger, Eidskog, Nord-Odal og Sør-Odal
- D-13 – Oslo by + følgende kommuner i Akershus: Aker, Asker, Bærum og vestre del af Lørenskog
- D-14.1 – Følgende kommuner i Buskerud: Sigdal, Krødsherad, Modum, Øvre Eiker, Nedre Eiker, Lier, Røyken, Hurum + Følgende kommuner i Vestfold: Skoger, Strøm og den nordlige del af Sande
- D-14.2 – Følgende kommuner i Buskerud: Hol, Ål, Hemsedal, Gol, Nes, Flå, Tyristrand, Hole, Norderhov, Ådal + Følgende kommuner i Oppland: Jevnaker, Lunner, Gran, Brandbu
- D-14.3 – Følgende kommuner i Oppland: Vang, Øystre Slidre, Vestre Slidre, Nord-Aurdal, Sør-Aurdal, Etnedal, Torpa, Nordre Land, Søndre Land, Fluberg, Biri, Snertingdal, Vardal, Østre Toten, Vestre Toten, Eina og Kolbu
- D-15 – Hele Vestfold med undtagelse af Skoger, Strøm, nordlige del af Sande + Hvittingfoss kommune i Buskerud.
- D-16 – Følgende kommuner i Buskerud: Uvdal, Nordre Rollag, Flesberg, Øvre Sandsvær og Ytre Sandsvær
- D-17 – Hele Telemark med undtagelse af Fyresdal og Nissedal
- D-18 – Hele Aust- & Vest-Agder fylke, samt Fyresdal og Nissedal i Telemark
- D-19 – Hele Rogaland, med undtagelse af Haugesundshalvøya
- D-20.1 – Nord for Boknafjorden & Sandsfjorden, inkluderet Suldal i den nordlige del af Rogaland, samt syd for Bømlafjorden & Hardangerfjorden / Eidfjorden, inkl Eidfjord kommune, i sydlige del af Hordaland
- D-20.2 – Bergen by samt nord for Bømlafjorden & Hardangerfjorden / Eidfjorden i nordlige del af Hordaland, samt sydlige del af Sogn og Fjordane (syd for Sognefjorden)
- D-20.3 – Resten av Sogn & Fjordane fylke (nord for Sognefjorden) med Lærdal kommune.
- D-21 – Møre og Romsdal fylke
- D-22 – Sør- & Nord-Trøndelag fylke
- D-23 – Følgende kommuner i Oppland: Fåberg, Øyer, Østre Gausdal, Vestre Gausdal, Ringebu, Sør-Fron, Nord-Fron, Sel, Heidal, Vågå, Lom, Skjåk, Dovre og Lesja
- D-24 – Følgende kommuner i Hedmark: Elverum, Trysil, Åmot, Stor-Elvdal, Sollia, Engerdal
- D-25 – Hamar by + følgende kommuner i Hedmark: Ringsaker, Nes, Furnes, Vang, Løten, Romedal og Stange
- D-26 – Følgende kommuner i Hedmark: Tynset, Kvikne, Tolga, Os, Alvdal, Folldal, Ytre Rendal og Øvre Rendal
- D-40 – Nordland fylke
- D-41 – Troms fylke